# September 1979
Portal Geschichte | Portal Biografien | Aktuelle Ereignisse | Jahreskalender | Tagesartikel

◄ |
19. Jahrhundert |
20. Jahrhundert
| 21. Jahrhundert

◄ |
1940er |
1950er |
1960er |
1970er
| 1980er | 1990er | 2000er | ►

◄ |
1975 |
1976 |
1977 |
1978 |
1979
| 1980 | 1981 | 1982 | 1983 | ►

◄ |
Juni 1979 |
Juli 1979 |
August 1979 |
September 1979 |
Oktober 1979 |
November 1979 |
Dezember 1979 |
►
Dieser Artikel behandelt aktuelle Nachrichten und Ereignisse im September 1979.

## Tagesgeschehen

### Mittwoch, 5. September 1979

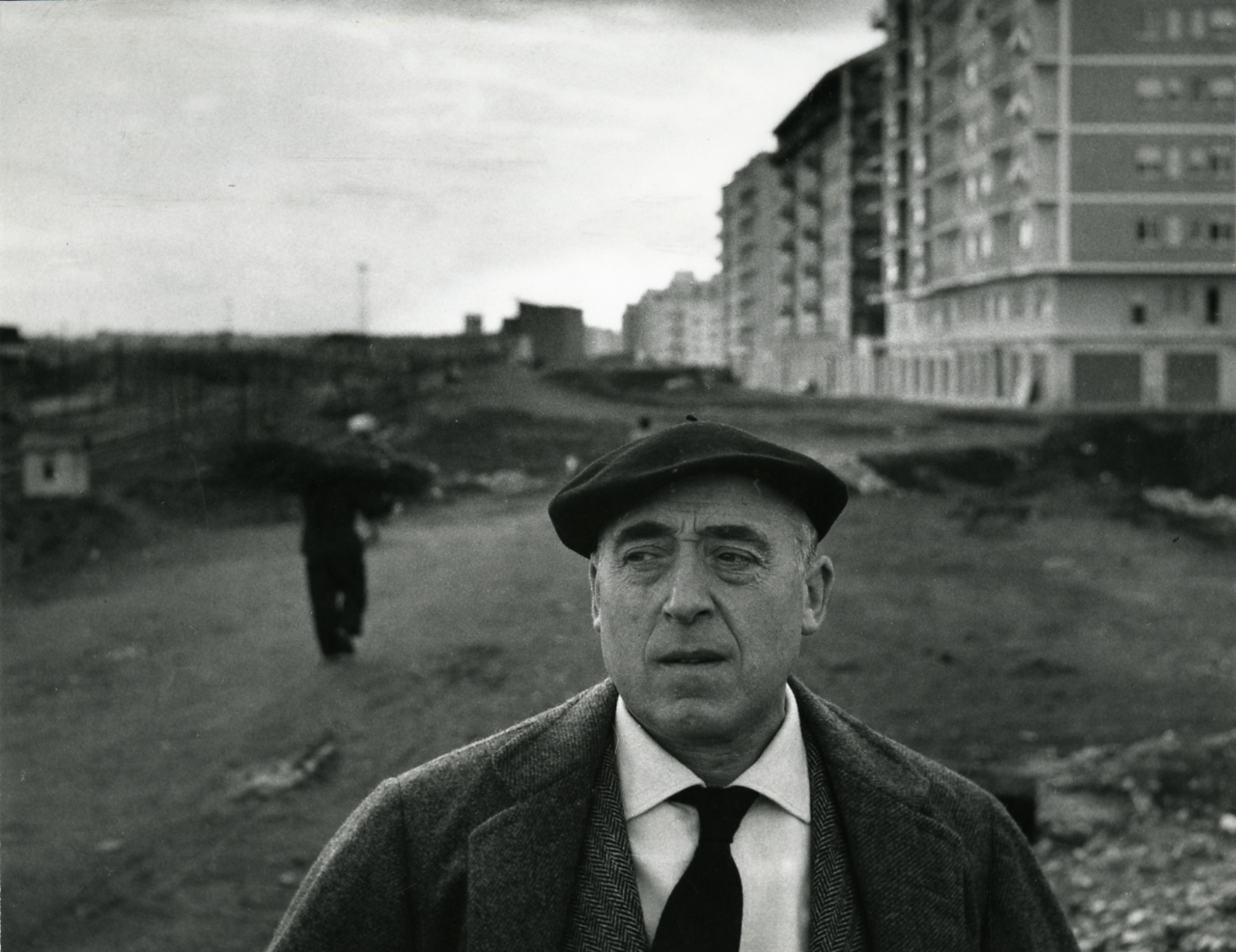
Cesare Zavattini (1975)

- Venedig/Italien: Die Wiederbelebung der Internationalen Filmfestspiele von Venedig erweist sich als Erfolg. Es gbit zwar keine Jury, die Filme bewertet, und daher keinen Leone d’Oro, dafür aber Preise von der Filmjournalisten-Vereinigung Fipresci, von der Pasinetti-Stiftung sowie in Erinnerung an Pietro Bianchi. Preisträger sind die Regisseure Peter Bogdanovich, Giorgi Danelia, Assia Djebar, Jean-François Stévenin und Cesare Zavattini.[1][2][3]

### Donnerstag, 6. September 1979
- Hamburg/Deutschland: Die Bundeswehr transportiert von der Liegenschaft der Chemischen Fabrik Dr. Hugo Stoltzenberg (CFS) 35 l Tabun, 50 kg Bromaceton, 10 kg weißen Phosphor und weitere Kampfstoffe ab. Früher am Tag kam ein Kind aus der Nachbarschaft ums Leben und zwei weitere wurden verletzt, als die drei in einem Keller mit Materialien spielten, die sie auf dem CFS-Gelände gefunden hatten.[4]

### Sonntag, 9. September 1979

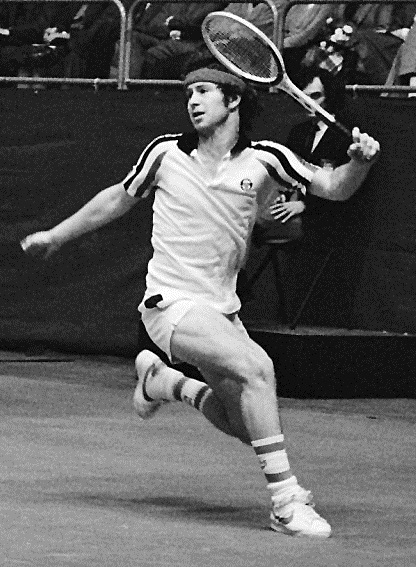
John McEnroe

- Monza/Italien: Mit einem Sieg im drittletzten Rennen der Saison holt sich der südafrikanische Rennfahrer Jody Scheckter von der Scuderia Ferrari den Automobil-Weltmeisterschaftstitel der Fahrer. Sein kanadischer Teamkollege Gilles Villeneuve liegt nun auf Platz 2 der Wertung, ohne Scheckter noch einholen zu können.[5]
- Pasadena/Vereinigte Staaten: Bei der Verleihung des Fernsehpreises Emmy wird u. a. die amerikanische Schauspielerin Ruth Gordon ausgezeichnet.[6]
- New York/Vereinigte Staaten: Zwei gebürtige New Yorker Tennisspieler begegnen sich im Finale des Herreneinzels der US Open 1979. Die Partie gegen Vitas Gerulaitis entscheidet John McEnroe in drei Sätzen für sich. Das am selben Tag ausgespielte Finale im Dameneinzel gewinnt die 16-jährige Amerikanerin Tracy Austin in zwei Sätzen gegen ihre Landsfrau Chris Evert-Lloyd, welche 1975 bis 1978 viermal Turniersiegerin wurde.[7][8]

### Donnerstag, 13. September 1979
- Bückeburg/Deutschland: Das Oberlandesgericht Celle verurteilt den bekennenden Neonazi Michael Kühnen u. a. wegen Volksverhetzung und gemeinschaftlicher Aufstachelung zum Rassenhass zu vier Jahren Freiheitsentzug. Als nicht erwiesen gilt, ob Kühnen eine terroristische Vereinigung anführt. Die Mitgliedschaft in einer solchen Gruppierung stellt das Gericht jedoch bei allen fünf Mitangeklagten fest. Sie werden mit bis zu elf Jahren Freiheitsentzug bestraft.[9]

### Freitag, 14. September 1979
- Kabul/Afghanistan: Der Botschafter der Sowjetunion Alexander Pusanow verlangt vom Vorsitzenden des Revolutionsrats Nur Muhammad Taraki von der Demokratischen Volkspartei Afghanistans (DVPA), er möge den Chef der afghanischen Regierung Hafizullah Amin (DVPA) verhaften lassen, weil dieser u. a. Innenminister Aslam Watanjar des Amtes enthob. Taraki bittet Watanjar und Amin, in den Präsidentenpalast zu kommen. Dort eröffnet Watanjars Entourage das Feuer auf Amin. Amins Begleiter erwidern das Feuer, Taraki wird verwundet, Pusanow und Watanjar fliehen. Als Befehlshaber der Streitkräfte des Landes gelingt es Amin bis zum Abend, Kabul unter seine Kontrolle zu bringen.[10]

### Sonntag, 16. September 1979
- Kabul/Afghanistan: Radio Kabul verkündet den Rücktritt von Nur Muhammad Taraki (Demokratische Volkspartei Afghanistans, DVPA) vom Amt des Präsidenten der Demokratischen Republik Afghanistan. Tarakis Nachfolger als Staatsoberhaupt ist nach Meldung von Radio Kabul Hafizullah Amin (DVPA). Gulbuddin Hekmatyār von der Islamischen Partei, welche von Saudi-Arabien und Pakistan unterstützt wird, will den bewaffneten Kampf gegen den „roten Kolonialismus“ fortsetzen. Es mache für ihn keinen Unterschied, ob Taraki oder Amin Staatsoberhaupt sei.[11]
- Stockholm/Schweden: Bei der Wahl zum Reichstag erzielt die oppositionelle Sozialdemokratische Arbeiterpartei (SAP) mit 43,2 % der Wählerstimmen das beste Ergebnis aller Parteien. Dahinter folgt die Moderate Sammlungspartei mit 20,3 %. Eine Regierungsbildung unter Führung der SAP kann wegen der hohen Mandatszahl der konservativen Parteien ausgeschlossen werden, da sich bisher keine dieser Parteien für eine Unterstützung der SAP aussprach.[12]

### Dienstag, 18. September 1979
- New York/Vereinigte Staaten: Die Vereinten Nationen nehmen St. Lucia als neues Mitglied auf.[13]

### Donnerstag, 20. September 1979
- Bangui/Zentralafrikanisches Kaiserreich: Das von Militärdiktator Kaiser Bokassa I. von der Bewegung für die soziale Entwicklung Schwarzafrikas (MESAN) im Dezember 1976 begründete Reich vergeht mit einem erfolgreichen Putsch unter Führung des kaiserlichen Cousins David Dacko, der ebenfalls Mitglied der MESAN ist. Ihn drängte Bokassa vor 13 Jahren seinerseits nach einem Putsch aus dem Amt des Präsidenten der Zentralafrikanischen Republik.[14]
- Luanda/Angola: Das Zentralkomitee der regierenden Volksbewegung zur Befreiung Angolas (MPLA) setzt José Eduardo dos Santos als seinen neuen Vorsitzenden ein. Er steht in Nachfolge des vor zehn Tagen verstorbenen Gründers der Volksrepublik Angola, Agostinho Neto. Der Vorsitzende des MPLA-Zentralkomitees erhält gleichzeitig das Amt des Staatspräsidenten.[15]

### Montag, 24. September 1979
- Columbus/Vereinigte Staaten: Die Versicherungsgruppe Golden United Corporation vermietet ab heute den Zugang zu ihrem Rechenzentrum Compu-Serv an Privatkunden. Der „MicroNET“ genannte Dienst stellt den Usern Börsenkurse, Wetterprognosen und eingestellte Zeitungsartikel „on line“ zur Verfügung. Die Kunden können sich auch gegenseitig elektronische Post zusenden. Diese Möglichkeit bestand bisher nur in militärischen oder universitären Rechnernetzen.[16][17]

### Freitag, 28. September 1979
- Bonn/Deutschland: Die Bundesebene und die Länder einigen sich darauf, einen Salzstock bei Gorleben im Wendland auf seine Nutzbarkeit als Endlager für die Kerntechnik zu überprüfen. Außerdem werden Zwischenlager für Atommüll in Gorleben und Ahaus vereinbart.[18]
- Wien/Österreich: In einem Papierkorb in der Portierloge des Hotels „Am Augarten“ bricht ein Feuer aus, das schließlich mehrere Räume des Gebäudes erfasst. 20 Menschen verlieren durch das Unglück ihr Leben.[19]

### Sonntag, 30. September 1979
- Innsbruck/Österreich: Bei der Wahl zum Tiroler Landtag erzielt die Tiroler Volkspartei, Teil der ÖVP, zum vierten Mal in Folge ein Ergebnis jenseits der 60 %. Auf dem zweiten Platz in der Wählergunst landet wie jedes Mal seit dem Zweiten Weltkrieg die SPÖ. Als dritte Kraft zieht die FPÖ wieder ins Parlament ein.[20]
- Washington, D.C./Vereinigte Staaten: Wie vor einem Jahr führen Streitigkeiten in der Demokratischen Partei abermals zum Government Shutdown. Mangels Bewilligung des Haushaltsplans der Vereinigten Staaten werden nur noch absolut notwendige staatliche Dienstleistungen erbracht. Zum Zerwürfnis führten die Themen Abtreibung und Diätenerhöhung.[21]